# Oggi a Berlino
Oggi a Berlino è un film del 1962, diretto da Piero Vivarelli

## Trama
Hans è un giovane tedesco che vive nella zona est di Berlino, prima che questa venga divisa dal muro; un giorno conosce Kathe, una ragazza che vive nella zona ovest, e se ne innamora. Egli appartiene ad una famiglia che aderisce ideologicamente alla dottrina del Partito Socialista Unificato di Germania, del quale è leader Walter Ulbricht, ma sembra disinteressarsi alla politica attiva.
Nel momento in cui, il 13 agosto 1961, la città viene divisa dal muro ed i passaggi tra la parte est e la parte ovest vengono chiusi, Hans, con l'aiuto di un tessitore italiano e di un'attrice tedesca, riesce a passare nella Germania Ovest riunendosi a Käthe ma il pensiero che la sua fuga possa produrre conseguenze drammatiche per i suoi familiari lo induce a rientrare nella Germania Est, dove, nonostante il suo "ravvedimento", subisce ugualmente una condanna al lavoro coatto.
La lontananza da Käthe tuttavia diventa con il tempo insopportabile ed egli intende tornare, questa volta definitivamente, ad ovest e decide di farlo attraversando senza nascondersi uno dei passaggi presidiati dalla Volkspolizei, presentandosi alla frontiera in modo sorridente ed amichevole, sostenendo di volere solo parlare con Käthe che lo sta aspettando qualche metro dietro la linea ma, dopo che gli agenti hanno capito la sua intenzione, gli intimano di fermarsi e, nonostante Hans continui a camminare lentamente, voltandosi e ribadendo che rientrerà immediatamente, questi aprono il fuoco uccidendolo.